# Die Anne-Liese von Dessau
Die Anne-Liese von Dessau er en tysk stumfilm fra 1925 instrueret af James Bauer.

## Medvirkende
- Maly Delschaft
- Werner Pittschau
- Julia Serda
- Hermann Böttcher
- Fritz Richard
- Valy Arnheim
- Otto Reinwald
- Harry Grunwald
- Waldemar Potier